# Dietrich II. von Luxemburg
Dietrich von Luxemburg († 30. April 1047 in Metz) war als Dietrich II. Bischof von Metz von 1005 bis 1047.

## Leben und Karriere
Nach Adalberts II. Tod bemühte sich Dietrich, Herzog von Oberlothringen, seinen noch unmündigen Sohn Adalbert auf den Bischofssitz von Metz zu bringen. Die Vormundschaft wurde Dietrich, dem Sohn des Grafen Siegfried von Luxemburg, einem nahen Verwandten, übertragen. Kaum war Dietrich in Metz eingetroffen, da verjagte er den jungen Adalbert und bemächtigte sich des bischöflichen Stuhles.
Dietrichs Bruder Heinrich, Graf von Luxemburg, war 1004 vom König Heinrich mit dem Herzogtum Bayern belehnt worden. Bald jedoch entstanden Misshelligkeiten zwischen dem Kaiser und den Prinzen des Luxemburger Hauses. Diese sahen nämlich ungern, dass der Kaiser das von ihm gestiftete Bistum Bamberg mit der Mitgift seiner Gemahlin Kunigunde, ihrer Schwester, ausstatten wollte. Die Unzufriedenheit artete bald in Empörung aus. Dietrich, Bischof von Metz, sagte sich vom Kaiser los. Darauf vertrieb der Kaiser den Herzog von Bayern und zog mit einem Heer vor Metz, wo der Herzog bei seinem Bruder eine Zufluchtsstätte gefunden hatte. Trotz der dreijährigen Belagerung wurde Metz nicht genommen. Doch die ganze Moselgegend von Trier bis Metz litt hart an den Folgen dieser Streitigkeiten. Erst nach neun Jahren eines schrecklichen Krieges kam durch die Vermittlung des Erzbischofs von Köln eine Aussöhnung zustande. Graf Heinrich wurde wieder feierlich zu Bamberg in das Herzogtum Bayern eingesetzt. Der Kaiser selbst kam 1023 nach Metz und zeigte sich sehr gnädig gegen Dietrich, der als unumschränkter Gebieter sein Bistum bis zu seinem Tod mit starker Hand verwaltete.
Bischof Dietrich hat sich durch die Grundsteinlegung der Kathedrale von Metz ein großartiges Denkmal errichtet. Der Bau wurde 1014 begonnen, aber erst 1546 vollendet. Dietrich verehrte der Kathedrale eine hochgeschätzte Reliquie, den Arm des hl. Stephan, der auch zum Schutzpatron derselben erwählt wurde. Dietrich wurde 1047 in der Kathedrale beigesetzt. Sein Grabmal verschwand im Strudel der französischen Revolution.